# Puente Carlos
El puente de Carlos (en checo: Karlův mostⓘ) es el puente más viejo de Praga y atraviesa el río Moldava de la Ciudad Vieja a la Ciudad Pequeña. Es el segundo puente más antiguo existente en la República Checa.
Su construcción comenzó en 1357 con el visto bueno del rey Carlos IV y fue finalizado en 1402. Dado que en ese entonces constituía la única forma de cruzar el río, el puente de Carlos se transformó en la vía de comunicación más importante entre la Ciudad Vieja, el Castillo de Praga y las zonas adyacentes hasta 1841. El puente fue también una conexión importante para el comercio entre la Europa Oriental y la Occidental.
Originalmente esta vía de comunicación se llamaba puente de Piedra (Kamenný most) o puente de Praga (Pražský most), pero lleva su denominación actual desde 1870.
El puente tiene una longitud de 516 metros y la anchura es de casi 10 metros, al tiempo que se encuentra apoyado en 16 arcos. Está protegido por 3 torres distribuidas entre sus dos cabeceras, dos de ellas en Malá Strana y la restante en el extremo ubicado en la Ciudad Vieja. La torre localizada en la cabecera de la Ciudad Vieja es considerada por muchos como una de las obras más impresionantes de la arquitectura gótica en el mundo. El puente está decorado por 30 estatuas situadas a ambos lados del mismo, la mayor parte de las cuales son de estilo barroco y fueron esculpidas alrededor del 1700.
Durante las noches, el puente de Carlos es un testigo silencioso de los tiempos medievales. Pero durante el día, su cara cambia completamente y se transforma en un sitio muy transitado. Artistas y comerciantes tratan de hacer dinero a expensas del importante flujo de turistas que todos los días visitan el lugar.

## Historia

### Construcción del puente

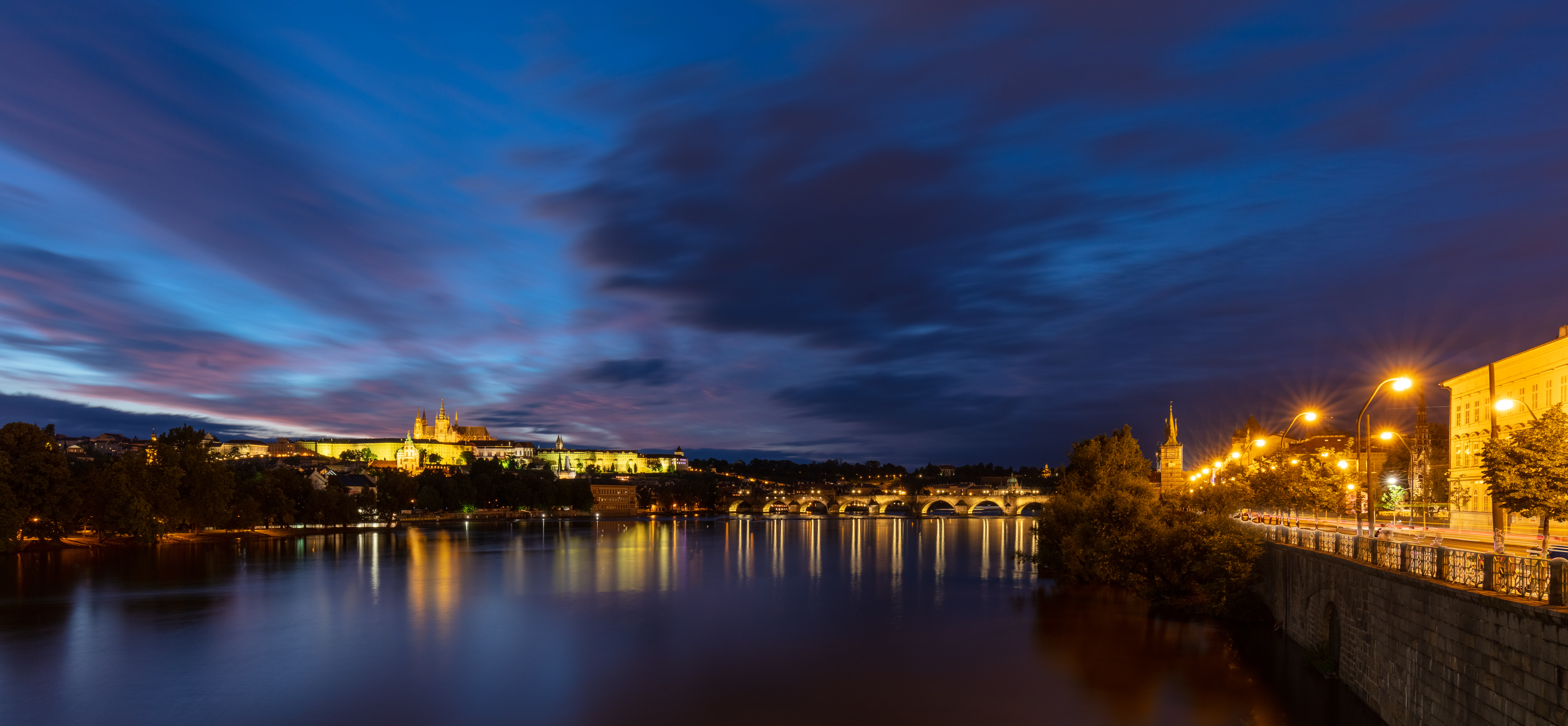
Vista nocturna del puente de Carlos y castillo de Praga.

La necesidad de un nuevo puente surgió luego de que el viejo puente de Judith fuera destruido por una inundación en 1342. Este puente de estilo románico había sido bautizado en honor a la esposa del rey Ladislao I.
Astrólogos y numerólogos determinaron que Carlos IV debía asistir a la colocación de la piedra fundamental a las 5:31 horas del 9 de julio de 1357. Este preciso momento puede ser enunciado como 135797531 y conforma una secuencia capicúa de dígitos impares ascendentes y descendentes, que se encuentra grabada en la torre de la Ciudad Vieja. La construcción fue supervisada por Peter Parler y dirigida por un "magister pontis", Jan Ottl.
El puente fue construido con arenisca de Bohemia. Existe una leyenda según la cual se utilizaron huevos para enriquecer el mortero usado al momento de tender los bloques, con el objetivo de hacerlo más duro. A pesar de que esto no puede ser verificado directamente, análisis recientes han confirmado la existencia de ingredientes orgánicos e inorgánicos en el mortero. La construcción del Puente de Carlos se prolongó hasta principios del siglo XV. Para sostener económicamente la obra se cobraban peajes, tarea que inicialmente estuvo a cargo de la orden religiosa de los Caballeros de la Cruz con Estrella Roja y luego de la municipalidad de la Ciudad Vieja (hasta 1815).

### Historia hasta elsigloXX
A lo largo de su historia, el puente de Carlos fue testigo de numerosos acontecimientos y sufrió daños en varias ocasiones. En 1432, una inundación destruyó tres de los pilares. En 1496, el tercer arco (contando desde el lado de la Ciudad Vieja) se desplomó luego de que uno de los pilares descendiera debido a la erosión en la parte inferior. En esta ocasión, los trabajos de reparación duraron hasta 1506.

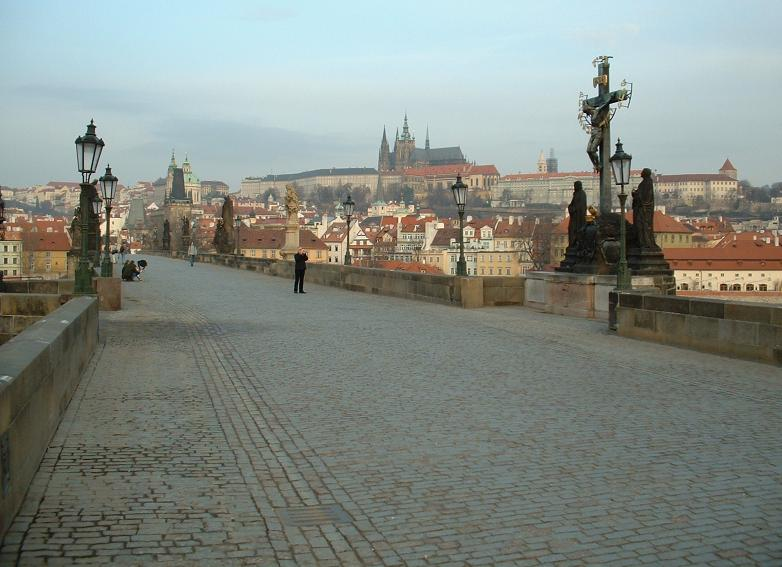
El puente de Carlos temprano por la mañana, con el Castillo de Praga al fondo.

Un año después de la batalla de la Montaña Blanca, tras la ejecución de los 27 líderes de la revuelta anti-Habsburgo el 21 de junio de 1621, las cabezas de los rebeldes fueron expuestas en el puente para disuadir a los checos de nuevas rebeliones. Hacia fines de la guerra de los Treinta Años, en 1648, los suecos ocuparon la ribera occidental del Moldava y en su intento de avanzar hacia la Ciudad Vieja, el combate más importante se libró sobre el puente, y la torre del lado de la Ciudad Vieja sufrió graves daños en uno de sus lados (el que mira hacia el río) y la mayor parte de los ornamentos góticos debieron ser retirados.
Durante el siglo XVII y principios del XVIII, el puente adquirió la apariencia que tiene ahora, al instalarse una serie de estatuas barrocas en los apartaderos sobre los pilares del mismo. Con ocasión de la gran inundación ocurrida en 1784, cinco pilares fueron dañados considerablemente y, si bien los arcos no se rompieron, el tránsito por el puente debió ser restringido durante un cierto tiempo.
La escalera original que descendía desde el puente hacia la Isla Kampa fue reemplazada por una nueva en 1844. Al año siguiente, una nueva inundación amenazó la integridad del puente, aunque finalmente no se registraron daños de consideración. Durante los días de la Revolución de 1848, el puente escapó ileso a los cañonazos, si bien algunas de las estatuas fueron dañadas. En 1866, se instalaron las luces de estilo seudogótico (inicialmente a gas, aunque más tarde serían reemplazadas por eléctricas) en la balaustrada del puente. En los años 1870 el primer servicio regular de transporte público (autobús) comenzó a funcionar sobre el puente, el cual sería sustituido tiempo después por un tranvía tirado por caballos. También fue en 1870 cuando el puente recibió su denominación actual de Puente de Carlos. Entre 1874 y 1883, las torres fueron sometidas a una reconstrucción minuciosa.
Entre el 2 y el 5 de septiembre de 1890, otra inundación de proporciones catastróficas afectó a Praga y causó importantes daños al Puente de Carlos. Cientos de embarcaciones, troncos y otros materiales flotantes, provenientes de aguas arriba, empezaron a formar una barrera a medida que se apilaban contra el puente. Como consecuencia de la presión ejercida, tres de los arcos del puente fueron derribados y dos de sus pilares se desmoronaron a causa de la erosión generada por el agua. Junto con el quinto pilar, dos de las estatuas esculpidas por Ferdinand Brokoff (las de San Ignacio de Loyola y Francisco Javier) también cayeron al río. Los trabajos de recuperación demandaron dos años (el puente fue reabierto el 19 de noviembre de 1892) y costaron 665 000 coronas.

### Desde elsigloXXhasta la actualidad

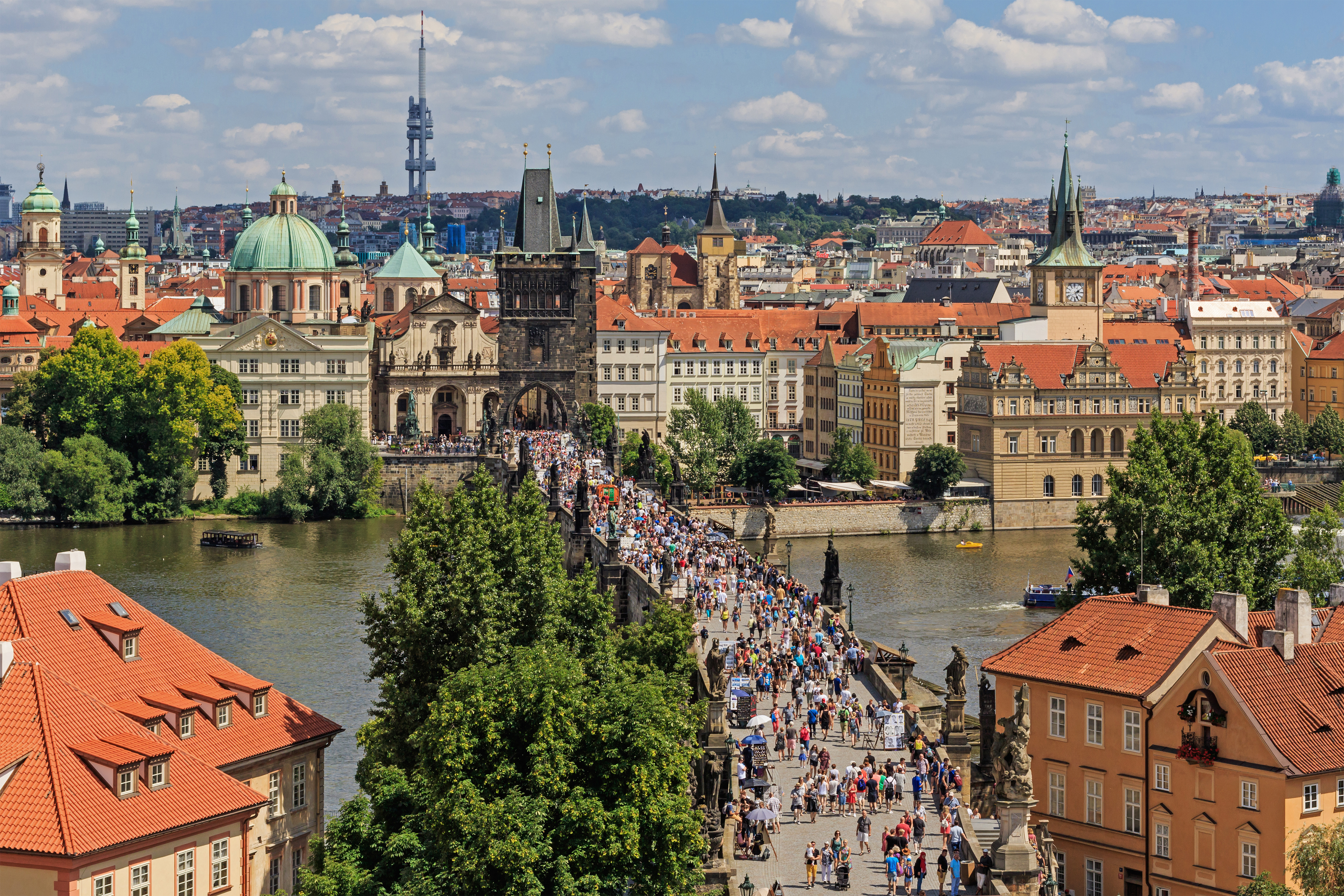
El puente de Carlos, visto desde la Torre en el extremo de la Ciudad Vieja.

A principios del siglo XX, el tráfico a través del puente de Carlos aumentó en forma pronunciada. El 15 de mayo de 1905 fue el último día en que circuló el tranvía tirado por caballos, siendo reemplazado por uno eléctrico que funcionaría hasta 1908, y por autobuses a partir de ese año. Al finalizar la Segunda Guerra Mundial, se construyó una barricada en la entrada al puente situada bajo la torre de la Ciudad Vieja.
Entre 1965 y 1978, se llevaron a cabo importantes obras de mantenimiento en el puente, gracias a la colaboración de varias entidades científicas y culturales. Se reaseguró la estabilidad de los pilares, se reemplazaron todos los bloques de piedra que estaban dañados, se quitó la capa asfáltica que recubría el puente y se prohibió todo tipo de tránsito con excepción del pedestre. Desde la finalización de estas obras, cuyo costo rondó los 50 millones de coronas, solamente se puede acceder al puente a pie.
En los años 1990, surgieron críticas a las obras de mantenimiento y reconstrucción que se habían realizado, junto con propuestas para que se volvieran a efectuar tareas de remodelación. A principios del siglo XXI, la mayor parte de los expertos estaba de acuerdo en que las últimas obras realizadas no habían estado exentas de errores, pero cuestionaban la necesidad de volver a interferir en el puente. Sin embargo, tras las desastrosas inundaciones de 2002 (que en sí mismas solo ocasionaron daños menores al puente), se decidió realizar trabajos de reparación y estabilización en dos de los pilares (el octavo y el noveno) situados en el lado de Malá Strana. Se trata de los únicos pilares que no habían sido reparados luego de las inundaciones en los años 1890. Las citadas inundaciones de 2002 han incrementado el número de personas que señalaban la necesidad de una refacción más minuciosa y, hacia 2005, se consideraba que la reparación de los dos pilares representaba la primera etapa de un plan de obras extendido, que incluiría, entre otras cosas, la implementación de un sistema protector de hidroaislación. Todas las obras se llevarán a cabo gradualmente, sin necesidad de cerrar al puente al público.

## Estatuas en el puente

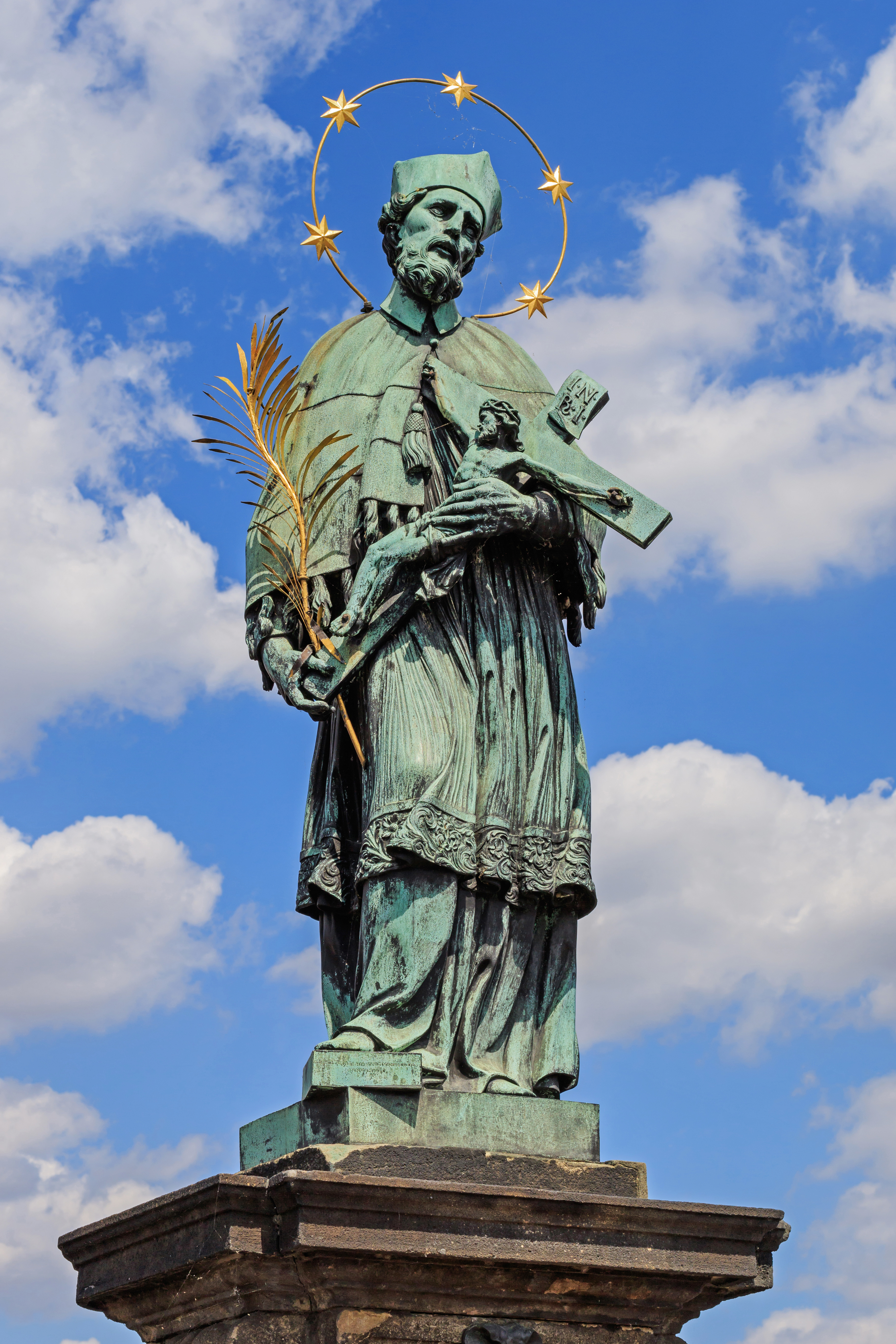
Estatua de San Juan Nepomuceno.

Las 30 estatuas que se encuentran a lo largo del puente de Carlos, en su mayor parte de estilo barroco, forman una combinación de estilos única, junto con el gótico que prevalece en el puente propiamente dicho. La mayor parte de las esculturas fueron realizadas entre 1683 y 1714, y representan a varios santos y santos patronos venerados en esa época. Entre los artistas que decoraron el puente con sus obras figuraban los más prominentes de Bohemia: Matthias Braun, Jan Brokoff y sus hijos Michael Brokoff y Ferdinand Brokoff, entre otros.
Entre las esculturas más notables, se cuentan las de Santa Lutgarda, el Crucifijo y el Calvario y la de San Juan Nepomuceno, de quien, además de su estatua, existe una placa mostrando el sitio desde el cual fue lanzado al río. También es conocida la estatua del caballero Bruncvík, a pesar de que no se halla en ninguna de las dos hileras principales a ambos lados del puente.
A partir de 1965, todas las estatuas fueron reemplazándose con réplicas, siendo exhibidas las obras originales en el Museo Nacional.